# 宮田英里
宮田 英里（みやた えり、1983年12月8日 - ）は、アナウンサー。

## 略歴
茨城県新治郡千代田村（千代田町を経て、現在のかすみがうら市）出身。日本大学芸術学部を卒業した。2006年から2011年3月まで放送大学学園でアナウンサーとして活動した。2011年4月から2014年5月まで茨城放送（現在のLuckyFM茨城放送）でアナウンサーとして活動した。2014年8月に男児を出産した。2015年3月から2017年12月までNHK水戸放送局で契約キャスターとして活動していた。その後、2019年7月から12月までNHK水戸放送局に復帰した。

## 現在の出演番組
なし

## 過去の出演番組

### NHK水戸放送局時代
- いばっチャオ! - リポーター（子育てコーナー専任。2015年 - 2017年）
- 金曜は!いばっチャオ（リポーター。2019年）
- 茨城ニュース いば6（2015 - 2017年）いば6（2019年） - リポーター（上記番組のコーナー再放送。VTR出演のみ）

### 茨城放送時代
- ふれラジいばらき
- 夕刊ほっと
- JUMP! (ラジオ番組)
- 好奇心の扉　- 茨城放送・エフエム栃木・エフエム群馬共同企画。放送大学提供
- HAPPYパンチ!（2013年4月1日 - 2014年5月26日）
- スマイル・スマイル
- お誕生日おめでとう

### 放送大学学園時代
- 大学の窓
- 「初歩からの物理学（'08）～物理へようこそ～」 - アシスタント
- 「情報ネットワークとセキュリティ（'10）」 - アシスタント
- 「情報メディアとCGの基礎（'12）」
- 放送大学学位記授与式 - 総合司会